# Speechless (Ciara)
Speechless è un brano musicale della cantante statunitense Ciara, pubblicato nel 2010 come singolo estratto dall'album Basic Instinct. 
Il brano è stato coscritto e prodotto da Tricky Stewart e The-Dream.

## Video musicale
Il videoclip della canzone è stato girato a Los Angeles da Colin Tilley.

## Tracce
Download digitale
1. Speechless – 4:10